# Кошарна
Кошарна (болг. Кошарна) — село в Болгарии. Находится в Русенской области, входит в общину Сливо-Поле. Население составляет 627 человек.

## Политическая ситуация
В местном кметстве Кошарна, в состав которого входит Кошарна, должность кмета (старосты) исполняет Безат Хасан Якуб (Движение за права и свободы (ДПС)) по результатам выборов правления кметства.
Кмет (мэр) общины Сливо-Поле — Георги Стефанов Големански (коалиция партий:  Болгарская социалистическая партия, Национальное движение «Симеон Второй», Движение за социальный гуманизм, ВМРО — Болгарское национальное движение, «Болгарская социал-демократия») по результатам выборов.